# Тургеневская библиотека (Париж)
Ру́сская обще́ственная библиоте́ка и́мени Ива́на Серге́евича Турге́нева (фр. Bibliothèque russe Tourguenev) — общественная библиотека в Париже, одна из старейших русскоязычных библиотек за пределами России.

## История
Инициатором создания русскоязычной библиотеки в Париже стал видный революционер-народник Герман Александрович Лопатин. По его замыслу, она должна была стать не только книгохранилищем, но и центром, вокруг которого объединилась бы революционная молодежь, живущая во Франции. Однако средств на её создание у Лопатина не было, поэтому он обратился за помощью жившему в то время в Париже Ивану Сергеевичу Тургеневу. Личные книги Тургенева и стали основой будущей библиотеки. Датой рождения «Тургеневки» можно считать 15 февраля 1875 года, когда Тургеневым был организован утренник, на который собрались многие известные деятели культуры, находившиеся в то время в Париже: Репин, Поленов, Маковский, Антокольский, русский посол князь Орлов. Собранные здесь две тысячи франков были потрачены на покупку книг и аренду помещения для библиотеки. После смерти Тургенева в 1883 году библиотеке было присвоено его имя.

Рекламное объявление

Несмотря на материальные трудности, фонды библиотеки постоянно пополнялись. В 1900 году она насчитывала 3500 томов, в 1913 году — 17 тыс., в 1925 году — 50 тыс., а в 1937 году уже 100 тыс. 
После революции 1917 года библиотека стала одним из главных центров культурной жизни русской эмиграции. В 1937 году библиотека получила великолепное помещение в старинном особняке XVIII века — так называемом дворце Кольбера на улице Бюшри. В фондах библиотеки того времени хранились ценные раритеты — первые издания сочинений Вольтера, Ларошфуко, Карамзина, «Судебник Государя Царя и Великого князя Иоанна Васильевича» (с примечаниями Василия Татищева, 1768 год).
Во время Второй мировой войны библиотека была по сути уничтожена. В октябре 1940 года книги, а также картины, бюсты, портреты, принадлежащие библиотеке, были помещены в 900 ящиков и вывезены в неизвестном направлении. Дальнейшая судьба книг библиотеки остаётся неясной.
Некоторые данные позволяют делать вывод, что книги со штемпелями Тургеневской библиотеки хранятся в Российской государственной библиотеке, в Государственной общественно-политической библиотеке, в Государственной публичной исторической библиотеке, в библиотеке Воронежского университета, а также в Минске, в Национальной библиотеке Белоруссии, Президентской библиотеке Республики Беларусь.
Тургеневскую библиотеку удалось восстановить в 1959 году. В 1991 году её фонды насчитывали 40 тысяч томов, финансовую помощь библиотеке оказывает парижская мэрия. Бо́льшая часть похищенных в 1940 году изданий до сих пор не найдена.
Председателем Тургеневской библиотеки в 1900—1924 годах был доктор медицины и права Лев Исаевич Шейнис, а в 1940—1960 годах — его вдова Людмила Владимировна Чехова-Шейнис.